# Стадион Ел Џануб
Стадион Ел Џануб (арап. استاد الجنوب), раније познат као стадион Ел Вакра (арап. استاد الوكرة), је фудбалски стадион са помичним кровом у Ал-Вакра, у Катару, који је свечано отворен 16. маја 2019. Ово је други од осам стадиона за Светско првенство у фудбалу 2022. у Катару, након реновирања Међународног стадиона Халифа. Дизајнирала га је ирачко-британска архитекта Заха Хадид заједно са фирмом АЕЦОМ.
Стадион има криволинијски постмодернистички и неофутуристички дизајн. Изглед крова инспирисан је једрима традиционалних чамаца Дхов, које користе рониоци бисера из региона, провлачећи се кроз струје Персијског залива.
Биће званично седиште фудбалског клуба Ел-Вакра СК, где ће се одржавати утакмице за Лигу звезда Катара. Капацитет стадиона је 40.000, а очекује се да ће се после Светског првенства преполовити на 20.000.

## Историја
Катар је изабран за домаћина Светског првенства у фудбалу 2022. 2010. То би постала прва земља са муслиманском већином и прва земља на Блиском истоку која ће бити домаћин Светског првенства. Катар раније није имао спортске капацитете за Куп, па је најављена изградња 8 нових стадиона за припрему за Куп.
Стадион је свечано отворен 16. маја 2019. године, током финала Амир купа 2019. између Ел Сад СК и Ел-Духаил СК играног пред публиком од 38.678 људи, што га чини другим стадионом који ће бити завршен након Међународног стадиона Халифа. Овој утакмици присуствовао је емир (шеф државе) Катара шеик Тамим бин Хамад Ал Тани.
Стадион је био домаћин полуфиналне утакмице 24. Купа Персијског залива.
У децембру 2020., стадион Ел Џануб био је домаћин финала АФЦ Лиге шампиона 2020.
Стадион је био домаћин шест утакмица током ФИФА арапског купа 2021.
Као и други стадиони изграђени за Светско првенство у фудбалу 2022., стадион је био предмет контроверзи због третмана и статуса радника миграната запослених на градилиштима. У свом извештају, Амнести интернешенел критиковао је Катар јер није успео да истражи, исправи и спречи смрт радника миграната.
Катар је 8. септембра 2020. увео мигрантске реформе у земљи које се примењују на раднике свих секција, без обзира на њихову националност. Према новим реформама рада Катара, радницима се мора исплаћивати основна минимална плата која не сме бити мања од 1000 ријала. Радници који имају само смештај, а не исхрану, морају имати право на исхрану (300 ријала) уз основну плату. Катар је после писања медија увео систем заштите плата како би осигурао да се послодавци придржавају реформи и да би помогао, усмјерио и заштитио права радника. МОЛ и јавно здравље су усвојили политику безбедности и здравља на раду како би се осигурали стратешки координисани приступи засновани на подацима. Катар је предузео широк спектар мера за побољшање заштите радника у Катару које су признали независни стручњаци као што су Међународна организација рада и међународни синдикати.

## Дизајн
Стадион је дизајнирала архитекта Заха Хадид и њена архитектонска фирма. Компанија је изјавила да је „Стадион дизајниран у комбинацији са новом станицом тако да се налази у срцу урбаног проширења града, стварајући активности засноване на заједници на стадиону и око њега у дане без догађаја.
Према речима дизајнера, инспирисан је једрима традиционалних чамаца Дхов, које користе рониоци бисера из региона, провлачећи се кроз струје Персијског залива. Криволинијски кров и екстеријер упућују на историју поморства у граду, додатно дајући гледаоцима осећај да су на броду. Искривљене греде држе кров, налик на труп брода. Зграда треба да личи на преврнуте трупове дауа који су распоређени како би пружили хлад и заклон. Многи посматрачи су истакли да дизајн подсећа на женске гениталије — тврдњу коју је Заха Хадид одбацила као „срамну“ и „смешну“. Кров стадиона је на увлачење, направљен је од ПТФЕ тканине и каблова, а кровни лукови су дугачки 230 метара.
Систем за хлађење спречава прегревање посетиоца због вруће и сушне климе у Катару. У стању је да охлади просторе за гледаоце на 18° и терен за игру на 20°. Према катарском Врховном комитету за испоруку и наслеђе (СК), „детаљна анализа микроклиме информисала је о облику арене, са аеродинамиком и оптималним сенчењем са крова, који укључује минималну количину стакла, дајући значајан допринос температури контролу“.

## Објекти
Спортски комплекс обухвата вишенаменску просторију, са базенима и бањама и тржни центар са зеленим крововима. Улаз на стадион биће са шумовитог трга.
Планирано је да се у близини изгради школа, сала за свадбе, бициклистичке стазе, стазе за јахање и трчање, ресторани, пијаце и теретане.

## Предложена реновирања
Након Светског првенства 2022., стадион ће постати дом спортског клуба Ел-Вакра, уместо садашњег стадиона Сауд бин Абдулрахман након што је капацитет седећих места смањен на половину, са 40.000 на 20.000 и користиће се за Катарску лигу звезда. утакмице. Врховни комитет Катара за испоруку и наслеђе тврди да ће преостала половина седишта на стадиону бити донирана земљама у развоју којима је потребна спортска инфраструктура.

## Недавни резултати турнира

### 24. Куп Арабијског залива
| Датум            | време (КСТ) | Тим #1            | Резултат | Тим #2 | Рунда      |
| ---------------- | ----------- | ----------------- | -------- | ------ | ---------- |
| 5. децембар 2019 |             | Саудијска Арабија | 1–0      | Катар  | Полуфинале |

### ФИФА арапски куп 2021
| Датум             | време (КСТ) | Тим #1 | Резултат | Тим #2      | Рунда        |
| ----------------- | ----------- | ------ | -------- | ----------- | ------------ |
| 30. новембар 2021 |             | Ирак   | 1–1      | Оман        | Група А      |
| 1. децембар 2021  |             | Мароко | 4–0      | Палестина   | Група Ц      |
| 4. децембар 2021  |             | Либан  | 0–2      | Алжир       | Група Д      |
| 6. децембар 2021  |             | Сирија | 1–2      | Мауританија | Група Б      |
| 7. децембар 2021  |             | Алжир  | 1–1      | Египат      | Група Д      |
| 11. децембар 2021 |             | Египат | 3–1      | Јордан      | Четвртфинала |

### Светско првенство у фудбалу 2022
Стадион ће бити домаћин седам утакмица током Светског првенства у фудбалу 2022.
| Датум             | време | Тим бр.1   | Резултат       | Тим бр.2   | Рунда         | Похађање |
| ----------------- | ----- | ---------- | -------------- | ---------- | ------------- | -------- |
| 22. новембар 2022 | 22:00 | Француска  | 4–1            | Аустралија | Група Д       | 40.875   |
| 24. новембар 2022 | 13:00 | Швајцарска | 1–0            | Камерун    | Група Г       | 39.089   |
| 26. новембар 2022 | 13:00 | Тунис      | 0–1            | Аустралија | Група Д       | 41.823   |
| 28. новембар 2022 | 13:00 | Камерун    | 3–3            | Србија     | Група Г       | 39.789   |
| 30. новембар 2022 | 18:00 | Аустралија | 1–0            | Данска     | Група Д       | 41.232   |
| 2. децембар 2022  | 18:00 | Гана       | 0–2            | Уругвај    | Група Х       | 43.443   |
| 5. децембар 2022  | 18:00 | Јапан      | 1–1 (1–3 пен.) | Хрватска   | Осмина финала | 42.523   |